# تپه زرنق ۱
تپه زرنق ۱ مربوط به دوره اشکانیان - دوره ساسانیان است و در شهرستان میانه، بخش مرکزی، دهستان کله بوز شرقی، ۴۰۰ متری جنوب غربی روستای زرنق واقع شده و این اثر در تاریخ ۲۸ اسفند ۱۳۸۵ با شمارهٔ ثبت ۱۸۸۸۵ به‌عنوان یکی از آثار ملی ایران به ثبت رسیده است.